# 阿尔班·莱米西奥
阿尔班·莱米西奥（法語：Albin Lermusiaux，1874年8月9日—1940年），法国男子射击、田径运动员。他曾代表法国参加1896年夏季奥林匹克运动会四个小项的比赛，其中在男子1500米获得铜牌。